# Joel Parkinson
Joel Leslie Parkinson (Nambour, 10 de abril de 1981 (43 anos)) é um surfista australiano que compete no ASP World Tour. Conhecido como Parko, ele cresceu na Gold Coast, com o amigo e surfista Mick Fanning. Parkinson é casado com Monica, e tem duas filhas: Evie e Macey, além de um filho, Mali. 

## Biografia
Bicampeão Mundial júnior (99 e 2002), Teve sua Melhor temporada em 2004, quando foi à Etapa do Brasil, penúltima do Ano, com chances de impedir o tricampeonato do havaiano Andy Irons, porém não conseguiu. No ano seguinte, Parko sofreu uma lesão e aproveitou para se dedicar à filha Evie. Parkinson segue uma linha clássica de surfe, mas sabe efetuar manobras arrojadas. Em 2006, em Mundaka, acabou dando o octacampeonato Mundial a Kelly Slater ao perder nas semifinais. Terminou uma temporada em Sexto. Em 2007, ficou nas quartas de final.
O Australiano é o grande vencedor do Billabong Pro 2009, quinta Etapa do ASP World Tour encerrada em Jeffreys Bay, África do Sul. Pela vitória, faturou 40 mil dólares e 1.200 pontos no ranking da elite mundial.

## Palmarés
- 2006 WCT de Hossegor, França
- 2004 WCT de Trestles, EUA, WCT de Bells Beach, Austrália
- 2002 WCT de Sunset Beach, Havaí, WCT de Gold Coast, Austrália
- 1999 WCT de Jeffreys Bay, África do Sul
- 2012 WCT World Tour

| Vitórias no ASP World Tour |                            |                        |                |
| Ano                        | Evento                     | Venue                  | País           |
| -------------------------- | -------------------------- | ---------------------- | -------------- |
| 1999                       | Billabong Pro Jeffreys Bay | Jeffreys Bay           | África do Sul  |
| 2002                       | Quiksilver Pro Gold Coast  | Gold Coast, Queensland | Austrália      |
| 2002                       | Rip Curl Cup               | Sunset Beach, Oahu     | Hawaii}}       |
| 2004                       | Rip Curl Pro               | Bells Beach, Victoria  | Austrália      |
| 2004                       | Boost Mobile Pro           | Trestles, California   | Estados Unidos |
| 2006                       | Quiksilver Pro France      | Hossegor               | França         |
| 2009                       | Quiksilver Pro Gold Coast  | Gold Coast, Queensland | Austrália      |
| 2009                       | Rip Curl Pro               | Bells Beach, Victoria  | Austrália      |
| 2009                       | Billabong Pro Jeffreys Bay | Jeffreys Bay           | África do Sul  |
| 2011                       | Rip Curl Pro               | Bells Beach, Victoria  | Austrália      |